# 60 mètres masculin aux championnats du monde d'athlétisme en salle 2024
Pour un article plus général, voir Championnats du monde d'athlétisme en salle 2024.
Navigation
2022 2025
L'épreuve du 60 mètres masculin des championnats du monde en salle de 2024 se déroule le 1er mars 2024 dans l'Emirates Arena de Glasgow, en Écosse.

## Résultats

### Séries
Les 3 premiers de chaque série (Q) et les 3 meilleurs temps (q) se qualifient pour les demi-finales.
| Rang | Série | Couloir | Athlète                   | Pays                             | Temps  | Notes  |
| ---- | ----- | ------- | ------------------------- | -------------------------------- | ------ | ------ |
| 1    | 6     | 4       | Christian Coleman         | États-Unis                       | 6 s 49 | Q      |
| 2    | 4     | 3       | Ferdinand Omanyala        | Kenya                            | 6 s 52 | Q      |
| 3    | 4     | 6       | Shūhei Tada               | Japon                            | 6 s 52 | Q, NR  |
| 4    | 5     | 3       | Emmanuel Eseme            | Cameroun                         | 6 s 54 | Q, NR  |
| 5    | 7     | 3       | Ackeem Blake              | Jamaïque                         | 6 s 55 | Q      |
| 6    | 1     | 3       | Noah Lyles                | États-Unis                       | 6 s 57 | Q      |
| 7    | 6     | 2       | Mario Burke               | Barbade                          | 6 s 58 | Q      |
| 8    | 2     | 3       | Henrik Larsson            | Suède                            | 6 s 59 | Q, =SB |
| 9    | 3     | 2       | Chituru Ali               | Italie                           | 6 s 59 | Q      |
| 10   | 7     | 6       | Ján Volko                 | Slovaquie                        | 6 s 59 | Q, SB  |
| 11   | 3     | 3       | Emmanuel Matadi           | Liberia                          | 6 s 60 | Q      |
| 12   | 5     | 6       | Simon Hansen              | Danemark                         | 6 s 61 | Q      |
| 13   | 6     | 5       | Akihiro Higashida         | Japon                            | 6 s 62 | Q      |
| 14   | 6     | 6       | Rikkoi Brathwaite         | Îles Vierges britanniques        | 6 s 62 | q, SB  |
| 15   | 6     | 3       | Pascal Mancini            | Suisse                           | 6 s 63 | q, =SB |
| 16   | 1     | 4       | Jeff Erius                | France                           | 6 s 63 | Q      |
| 17   | 7     | 4       | Imranur Rahman            | Bangladesh                       | 6 s 64 | Q      |
| 18   | 2     | 6       | Malachi Murray            | Canada                           | 6 s 64 | Q      |
| 19   | 1     | 2       | Aleksandar Askovic        | Allemagne                        | 6 s 66 | Q      |
| 20   | 1     | 6       | Markus Fuchs              | Autriche                         | 6 s 66 | q      |
| 21   | 1     | 5       | Tiaan Whelpton            | Nouvelle-Zélande                 | 6 s 67 | SB     |
| 22   | 5     | 4       | Anej Čurin Prapotnik      | Slovénie                         | 6 s 68 | Q      |
| 23   | 5     | 5       | Felipe Bardi              | Brésil                           | 6 s 68 |        |
| 24   | 3     | 5       | Sergio López              | Espagne                          | 6 s 68 | Q      |
| 25   | 4     | 7       | Marc Brian Louis          | Singapour                        | 6 s 69 | Q, NR  |
| 26   | 3     | 6       | Israel Olatunde           | Irlande                          | 6 s 70 | SB     |
| 27   | 2     | 5       | Kayhan Özer               | Turquie                          | 6 s 71 | Q      |
| 28   | 7     | 5       | Samuli Samuelsson         | Finlande                         | 6 s 72 |        |
| 29   | 4     | 5       | Ioannis Nyfantopoulos     | Grèce                            | 6 s 74 |        |
| 30   | 7     | 7       | Sibusiso Matsenjwa        | Eswatini                         | 6 s 74 |        |
| 31   | 5     | 7       | Ambdoul Karim Riffayn     | Comores                          | 6 s 75 | PB     |
| 32   | 7     | 2       | Shajar Abbas              | Pakistan                         | 6 s 77 | SB     |
| 33   | 2     | 4       | Samuele Ceccarelli        | Italie                           | 6 s 77 |        |
| 34   | 4     | 4       | Brendon Rodney            | Canada                           | 6 s 80 |        |
| 35   | 3     | 4       | Erik Cardoso              | Brésil                           | 6 s 87 |        |
| 36   | 2     | 1       | Janosh Moncherry          | Seychelles                       | 6 s 91 | PB     |
| 37   | 2     | 2       | Hassan Saaid              | Maldives                         | 6 s 93 | PB     |
| 38   | 1     | 7       | Waisake Tewa              | Fidji                            | 7 s 02 | PB     |
| 39   | 2     | 7       | Guillem Arderiu Vilanova  | Andorre                          | 7 s 03 | PB     |
| 40   | 6     | 8       | Joseph Green              | Guam                             | 7 s 04 | NR     |
| 41   | 7     | 8       | Sanjay Weekes             | Montserrat                       | 7 s 12 | PB     |
| 42   | 5     | 2       | Craig Gill                | Gibraltar                        | 7 s 17 |        |
| 43   | 5     | 8       | Winzar Kakiouea           | Nauru                            | 7 s 18 | PB     |
| 44   | 6     | 7       | Daniel Tolosa             | Îles Cook                        | 7 s 23 | NR     |
| 45   | 2     | 8       | Manuihei Teaha            | Polynésie française              | 7 s 25 | PB     |
| 46   | 4     | 2       | Karalo Maibuca            | Tuvalu                           | 7 s 27 | NR     |
| 47   | 3     | 8       | Ignacio Blaluk            | Palaos                           | 7 s 38 | PB     |
| 48   | 1     | 8       | Scott James Fiti          | États fédérés de Micronésie      | 7 s 52 | PB     |
| 49   | 4     | 8       | Ty'ree Langidrik          | Îles Marshall                    | 7 s 63 | PB     |
|      | 3     | 7       | Dominique Lasconi Mulamba | République démocratique du Congo | DNS    | DNS    |

### Demi-finales
Les 2 premiers de chaque série (Q) et les 2 meilleurs temps (q) se qualifient pour la finale.
| Rang | Série | Couloir | Athlète              | Pays                      | Temps  | Notes |
| ---- | ----- | ------- | -------------------- | ------------------------- | ------ | ----- |
| 1    | 1     | 4       | Christian Coleman    | États-Unis                | 6 s 43 | Q, WL |
| 2    | 3     | 6       | Noah Lyles           | États-Unis                | 6 s 47 | Q     |
| 3    | 2     | 4       | Ackeem Blake         | Jamaïque                  | 6 s 51 | Q     |
| 4    | 2     | 5       | Emmanuel Eseme       | Cameroun                  | 6 s 52 | Q, NR |
| 4    | 3     | 3       | Ferdinand Omanyala   | Kenya                     | 6 s 52 | Q     |
| 6    | 1     | 6       | Chituru Ali          | Italie                    | 6 s 53 | Q, PB |
| 7    | 1     | 5       | Henrik Larsson       | Suède                     | 6 s 55 | q, SB |
| 8    | 3     | 4       | Shūhei Tada          | Japon                     | 6 s 56 | q     |
| 9    | 2     | 3       | Mario Burke          | Barbade                   | 6 s 57 |       |
| 10   | 1     | 1       | Markus Fuchs         | Autriche                  | 6 s 58 | PB    |
| 10   | 3     | 5       | Emmanuel Matadi      | Liberia                   | 6 s 58 |       |
| 12   | 2     | 1       | Rikkoi Brathwaite    | Îles Vierges britanniques | 6 s 60 | SB    |
| 13   | 2     | 6       | Ján Volko            | Slovaquie                 | 6 s 60 |       |
| 14   | 3     | 8       | Pascal Mancini       | Suisse                    | 6 s 62 | SB    |
| 15   | 1     | 3       | Simon Hansen         | Danemark                  | 6 s 62 |       |
| 16   | 1     | 7       | Jeff Erius           | France                    | 6 s 63 |       |
| 17   | 2     | 8       | Kayhan Özer          | Turquie                   | 6 s 65 |       |
| 18   | 3     | 7       | Aleksandar Askovic   | Allemagne                 | 6 s 66 |       |
| 19   | 2     | 7       | Akihiro Higashida    | Japon                     | 6 s 67 |       |
| 20   | 1     | 8       | Sergio López         | Espagne                   | 6 s 70 |       |
| 21   | 2     | 2       | Imranur Rahman       | Bangladesh                | 6 s 70 |       |
| 22   | 1     | 2       | Anej Čurin Prapotnik | Slovénie                  | 6 s 71 |       |
| 23   | 3     | 2       | Malachi Murray       | Canada                    | 6 s 73 |       |
| 24   | 3     | 1       | Marc Brian Louis     | Singapour                 | 6 s 73 |       |

### Finale
| Rang               | Couloir | Athlète            | Pays       | Temps  | Notes |
| ------------------ | ------- | ------------------ | ---------- | ------ | ----- |
| Médaille d'or      | 4       | Christian Coleman  | États-Unis | 6 s 41 | WL    |
| Médaille d'argent  | 5       | Noah Lyles         | États-Unis | 6 s 44 |       |
| Médaille de bronze | 6       | Ackeem Blake       | Jamaïque   | 6 s 46 |       |
| 4                  | 7       | Ferdinand Omanyala | Kenya      | 6 s 56 |       |
| 5                  | 8       | Henrik Larsson     | Suède      | 6 s 56 |       |
| 6                  | 3       | Emmanuel Eseme     | Cameroun   | 6 s 68 |       |
| 7                  | 1       | Shūhei Tada        | Japon      | 6 s 70 |       |
| 8                  | 2       | Chituru Ali        | Italie     | 7 s 00 |       |

## Légende
Records et Performances
- AR : Record continental (area record)
- CR : Record des championnats (championship record)
- MR : Record du meeting (meet record)
- NR : Record national (national record)
- OR : Record olympique (olympic record)
- PR : Record paralympique (paralympic record)
- PB : Record personnel (personal best)
- SB : Meilleure performance personnelle de la saison (season's best)
- WL : Meilleure performance mondiale de l'année (world leader)
- WJR : Record du monde junior (world junior record)
- WR : Record du monde (world record)

Circonstances et Conditions
- DNF : N'a pas terminé (did not finish)
- DNS : N'a pas pris le départ (did not start)
- DQ : Disqualification (disqualification)
- NM : Aucun essai valable enregistré (No Mark)
- Q : Qualifié « directement » au prochain tour (ou à la prochaine compétition), lors d'une compétition majeure, grâce au classement ou à la réalisation des minima (automatic qualifier)
- q : Qualifié au prochain tour (ou à la prochaine compétition), lors d'une compétition majeure, grâce au repêchage ou à la réalisation de l'une des meilleures performances parmi celles des « non qualifiés directement » (grâce au meilleur temps ou à la meilleure distance par exemple) (secondary qualifier)